# New York Film Critics Circle Awards 1981
La 47ª edizione della cerimonia dei New York Film Critics Circle Awards, annunciata il 21 dicembre 1981, si è tenuta il 31 gennaio 1982 ed ha premiato i migliori film usciti nel corso del 1981.

## Vincitori e candidati

### Miglior film
- Reds, regia di Warren Beatty
- Il principe della città (Prince of the City), regia di Sidney Lumet
- Atlantic City, USA (Atlantic City), regia di Louis Malle
- Momenti di gloria (Chariots of Fire), regia di Hugh Hudson

### Miglior regista
- Sidney Lumet - Il principe della città (Prince of the City)
- Louis Malle - Atlantic City, USA (Atlantic City)
- Hugh Hudson - Momenti di gloria (Chariots of Fire)
- Warren Beatty - Reds

### Miglior attore protagonista
- Burt Lancaster - Atlantic City, USA (Atlantic City)
- Henry Fonda - Sul lago dorato (On Golden Pond)
- Robert Duvall - L'assoluzione (True Confessions)

### Miglior attrice protagonista
- Glenda Jackson - Stevie
- Faye Dunaway - Mammina cara (Mommie Dearest)
- Diane Keaton - Reds

### Miglior attore non protagonista
- John Gielgud - Arturo (Arthur)
- Jack Nicholson - Reds
- Jerry Orbach - Il principe della città (Prince of the City)
- Howard Rollins - Ragtime

### Miglior attrice non protagonista
- Mona Washbourne - Stevie
- Marília Pêra - Pixote - La legge del più debole (Pixote: a Lei do Mais Fraco)
- Maureen Stapleton - Reds

### Miglior sceneggiatura
- John Guare - Atlantic City, USA (Atlantic City)
- Sidney Lumet e Jay Presson Allen - Il principe della città (Prince of the City)
- Dennis Potter - Spiccioli dal cielo (Pennies from Heaven)
- Steve Gordon - Arturo (Arthur)

### Miglior film in lingua straniera
- Pixote - La legge del più debole (Pixote: a Lei do Mais Fraco), regia di Héctor Babenco • Brazile
- L'uomo di ferro (Człowiek z żelaza), regia di Andrzej Wajda • Polonia
- L'uomo di marmo (Człowiek z marmuru), regia di Andrzej Wajda • Polonia
- L'ultimo metrò (Le dernier métro), regia di François Truffaut • Francia

### Miglior fotografia
- David Watkin - Momenti di gloria (Chariots of Fire)

### Menzione speciale
- Andrzej Wajda
- Krzysztof Zanussi
- Abel Gance's Napoléon